# Salon 35

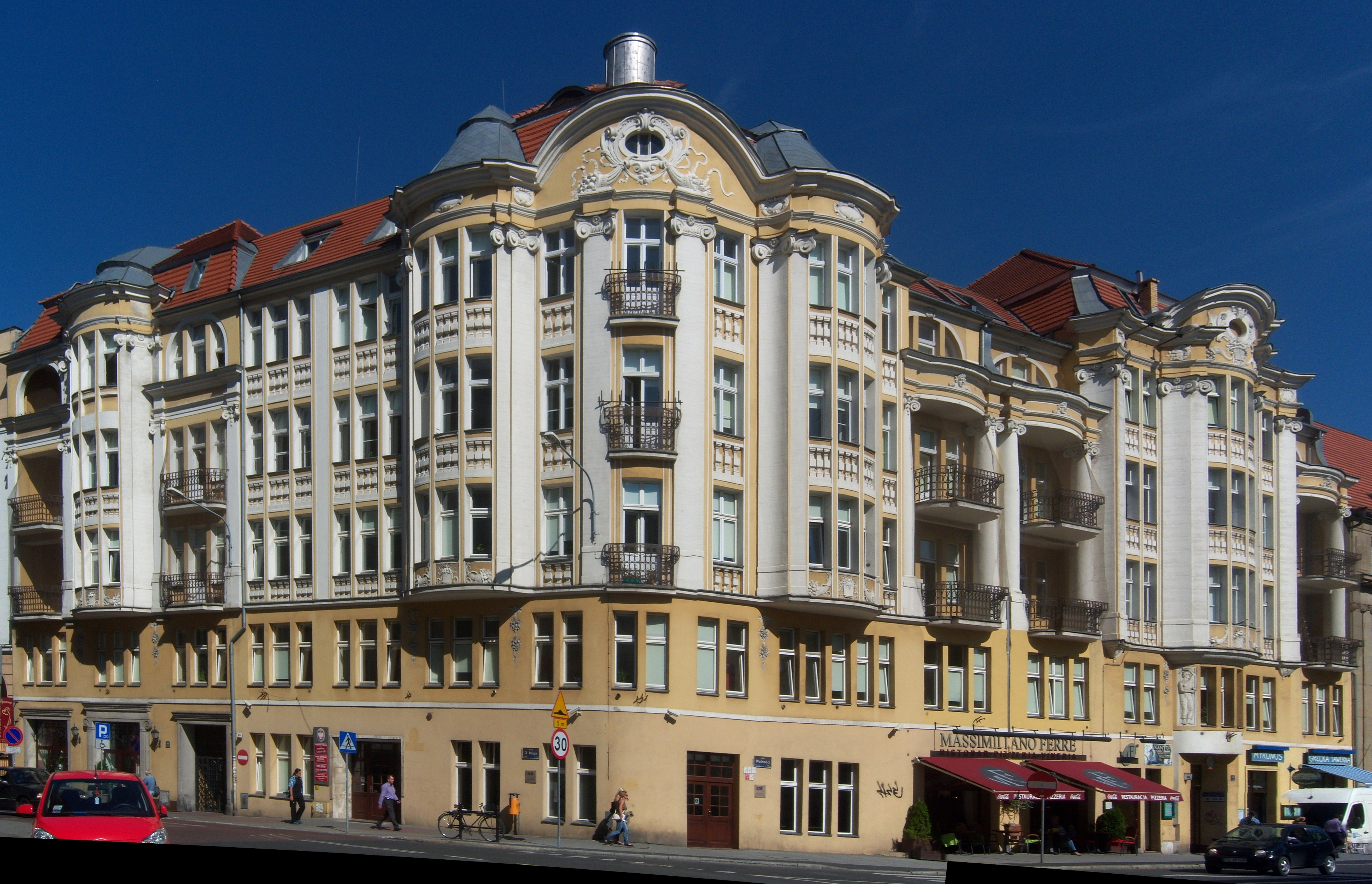
Siedziba (2012)

Salon 35 – instytucja wystawiennicza powstała w Poznaniu w listopadzie 1935 i działająca do 1939. W swojej historii zorganizowała około 50 wystaw.
Salon gromadził polskich twórców przede wszystkim związanych z nurtem kapistycznym. Prowadził go Wacław Taranczewski, a wystawiali w jego przestrzeniach m.in. Artur Nacht-Samborski, Jan Cybis, Józef Czapski, Stanisław Szczepański, Adam Hannytkiewicz, Tytus Czyżewski, Leon Dołżycki, Jan Spychalski, Jerzy Wolff, Józef Krzyżański i Zbigniew Pronaszko. W okresie swojego działania był jedną z wiodących instytucji kulturalnych miasta. Oprócz działalności wystawienniczej prowadzono również działania edukacyjne (odczyty).